# بويان سباسويفيتش
بويان سباسويفيتش هو لاعب كرة قدم صربي في مركز الهجوم، ولد في 26 يوليو 1980 في كرالييفو في صربيا. لعب مع زالايغيرزيغي تورنا إغيليت ونادي تشوكاريتشكي ونادي فلوريانا ونادي ميتالورغ سكوبيه.